# Asier Villalibre Molina
Asier Villalibre Molina   (Guernica, 30 de setembre de 1997) és un futbolista professional basc que juga com a davanter pel Racing de Santander, cedit pel Deportivo Alavés.

## Carrera de club
Villalibre va ingressar al planter de l'Athletic Club el 2011. Va fer el seu debut com a sènior amb l'equip del planter la temporada 2013–14, a Tercera Divisió i va marcar en el seu debut a l'edat de 15 anys.
El maig de 2015, després de més de 20 gols amb el tercer equip, Villalibre va ser promogut al filial a segona divisió – ja hi havia jugat la campanya anterior, a Segona B. Va fer el seu debut com a professional el 24 d'agost, entrant a la segona part per Gorka Santamaría en una derrota per 0–1 a casa contra el Girona FC.
Villalibre va marcar el seu primer gol com a professional pel Bilbao Atlètic el 6 de setembre de 2015, l'últim en un 3–1 a casa que acabà en victòria sobre RCD Mallorca. A 17 anys i 341 dies, això el va convertir en el segon golejador històric més jove de l'equip a segona (darrere Ander Garitano, que ho va fer amb 17 anys i 198 dies el 1986).
El 3 de desembre de 2016, Villalibre va ser convocat amb el primer equip pel derbi basc contra la SD SD Eibar, ja que el titular habitual Aritz Aduriz estava sancionat després d'haver estat expulsat en el partit de lliga anterior. Va fer el seu debut a La Liga l'endemà, reemplaçant Iñaki Williams després 84 minuts i, va proporcionar l'assistència per Iker Muniain per marcar el gol final d'una victòria per 3–1 en temps afegit.
Villalibre va disputar el seu primer partit en competició europea el 8 de desembre de 2016, contribuint amb una altra passada decisiva en un empat 1–1 a fora contra el SK Ràpid Wien a la fase de grups de la UEFA Europa League, novament sortint des de la banqueta. Va ser cedit al CD Numancia el 2 de maig de l'any següent, per un mes.
El 20 d'agost de 2017, Villalibre va ser cedit al Reial Valladolid, de segona divisió, per un any. Després de marcar només dues vegades en la copa, la cessió es va rescindir i ell subsegüentment fou cedit al Lorca FC també de segona.
Villalibre va marcar el seu primer gol en lliga per l'Athletic el 25 de gener de 2020, jugant 84 minuts en un empat 1–1 a fora amb el RCD Espanyol. El següent 17 gener, va marcar un gol contra el FC Barcelona en la final de la Supercopa d'Espanya de futbol de 2021, que significava l'empat en els darrers minuts de partit, i que va permetre que el seu equip guanyés el títol després d'un altre gol en la pròrroga. També va rebre una agressió de Lionel Messi, que va significar per aquest la primera targeta vermella de la seva carrera.

## Carrera internacional
Villalibre va fer el seu debut pel País Basc el maig de 2019, en un 0–0 contra el Panamà.

## Palmarès
Athletic Club
- Supercopa d'Espanya: 2020–21[14]
- Copa del Rei: 2024[17]